# Hornera brancoensis
Hornera brancoensis är en mossdjursart som beskrevs av Calvet 1907. Hornera brancoensis ingår i släktet Hornera och familjen Horneridae. Inga underarter finns listade i Catalogue of Life.